# اشتباكات بانه ديسمبر 2011
في 28 ديسمبر 2011، وقعت اشتباكات بين قوات الأمن الإيرانية التابعة لباسيج، الفرع شبه العسكري في فليق الحرس الثوري الإسلامي ومقاتلي حزب الحياة الحرة الكردستاني، كان عبارة عن مواجهة عسكرية.

## التغطية الإعلامية
أعلنت وسائل الإعلام الإيرانية، وكالة أنباء فارس وبرس تي في، انه قد تم قتل خمسة أشخاص على الأقل خلال الاشتباك، من بينهم باسيجي وأربعة أعضاء من حزب الحياة الحرة الكردستاني، مضيفة إلى أن العديد من أعضاء حزب الحياة الحرة قد أصيبوا بجروح. ومقتل تسعة من القوات الحكومية خلال الاشتباكات بينما لم تقع خسائر بشرية لديهم.
يزعم حزب الحياة الحرة الكردستاني أن من خلال هذا الهجوم انتهكت القوات الإيرانية شروط وقف إطلاق النار بين الجانبين، وأصدرت البيان التالي على موقعها على الإنترنت يوم 4 يناير:
«تعتبر العملية العسكرية والهجوم من قبل الجمهورية الإسلامية انتهاكا صريحا، لالتزام الطرفين منذ 5 سبتمبر وقف إطلاق النار».

## وصلات خارجية
- التغطية الإعلامية لاشتباكات بانه ديسمبر 2011.